# Carpo (satélite)
Carpo (también denominada J XLVI) es una luna de Júpiter descubierta en 2003 por un grupo de astrónomos de la Universidad de Hawái encabezados por Scott S. Sheppard, y denominada temporalmente S/2003 J 20. La luna fue bautizada por la Unión Astronómica Internacional al comienzo de 2005.
Su nombre recuerda a Carpo (o Xarpo), que era una de las horas, hijas de Zeus (Júpiter).
Carpo tiene un diámetro de cerca de 3 km, y orbita Júpiter a una distancia promedio de 17.145 Gm en 458,625 días, con una inclinación de 56° en relación con la elíptica (55° del ecuador joviano), y con una alta excentricidad de 0.4316.
Como Temisto, forma su propio grupo, lo que le hace un objeto particularmente interesante. La inclinación orbital de los satélites viene limitada por el mecanismo de Kozai, descubierto por Yoshihide Kozai en 1962. Dicho efecto induce un intercambio periódico entre la inclinación y la excentricidad de la órbita; si la inclinación es demasiado elevada, la excentricidad a su alrededor puede crecer más allá del afelio, viéndose el satélite atraído por las lunas mayores (Io, Europa, Ganímedes y Calisto) y pudiendo colisionar.